# باتلر لامپسن
 باتلر لامپسن (انگلیسی: Butler Lampson؛ زاده ۲۳ دسامبر ۱۹۴۳) یک دانشمند در زمینه علوم رایانه اهل ایالات متحده آمریکا است که به دلیل مشارکت در توسعه و اجرای رایانه شخصی توزیع شده شناخته شده است.
وی همچنین برنده جوایزی همچون جایزه تورینگ شده است.

## تحصیلات و اوایل زندگی
لامپسن پس از فارغ التحصیلی از مدرسه لارنس ویل، مدرک A.B را در فیزیک از دانشگاه هاروارد در سال ۱۹۶۴ و دکترا در مهندسی برق و علوم رایانه از دانشگاه کالیفرنیا، برکلی در سال ۱۹۶۷ را دریافت کرد.

## حرفه و تحقیقات
در طول دهه ۱۹۶۰، لامپسن و دیگران بخشی از پروژه GENIE در دانشگاه برکلی برعهده داشتند. در سال ۱۹۶۵، چندین عضو پروژه GENIE، به ویژه لامپسن و پیتر دویچ، رایانه SDS 940 سیستم اشتراک زمانی برکلی برای سیستم‌های داده‌های علمی را توسعه دادند. لامپسن پس از اتمام دوره دکترا، به عنوان استادیار (۱۹۶۷-۱۹۷۰) و دانشیار (۱۹۷۰-۱۹۷۱) علوم رایانه در دانشگاه برکلی ماند و برای مدتی، او همزمان به عنوان مدیر توسعه سیستم برای شرکت رایانه برکلی (۱۹۶۹-۱۹۷۱) خدمت کرد.
در سال ۱۹۷۱، لامپسن یکی از اعضای بنیانگذار زیراکس پارک شد، جایی که در آزمایشگاه علوم رایانه (CSL) به عنوان دانشمند اصلی (۱۹۷۱-۱۹۷۵) و محقق ارشد (۱۹۷۵-۱۹۸۳) مشغول به کار شد. دیدگاه مشهور او در مورد یک رایانه شخصی در یادداشتی در سال ۱۹۷۲ با عنوان "چرا آلتو؟" آمده است. در سال ۱۹۷۳، زیراکس آلتو، با ماوس سه دکمه‌ای و مانیتور تمام صفحه، متولد شد. اکنون این رایانه، از نظر آنچه که به حالت عملیاتی "استاندارد" رابط کاربری گرافیکی تبدیل شده است، اولین رایانه شخصی واقعی محسوب می‌شود.